# Eurhopalothrix cinnamea
Eurhopalothrix cinnamea é uma espécie de formiga do gênero Eurhopalothrix, pertencente à subfamília Myrmicinae.